# 澳洲金環螺
澳洲金環螺（学名：Iravadia australis）为河口螺科下的一个种。舊屬河口螺屬，今屬皮拉螺屬。